# Édouard Glissant
Édouard Glissant (Sainte-Marie, 21 settembre 1928 – Parigi, 3 febbraio 2011) è stato uno scrittore, poeta e saggista francese.

## Biografia
Titolare di un  dottorato in Lettere, pubblica le sue prime opere dopo gli studi in etnografia al  Musée de l'Homme  di Parigi, in storia e in filosofia alla Sorbona. All'inizio aderisce alle tesi della Negritudine, in seguito elabora il concetto di antillanità e di creolizzazione. Poi, vicino alle tesi di Frantz Fanon, fonda, in compagnia di Paul Niger, nel 1959, il Front antillo-guyanais d'obbedienza indipendentista, poi autonomista. Questo gli vale il divieto di soggiornare sulla sua isola natale, dal 1959 al 1965, per separatismo. Alcune delle sue opere, come ad esempio il Discours Antillais, restano molto influenzate da questo impegno politico.
Ritorna in Martinica nel 1965 e vi fonda l'Istituto Martinicano di Studi ed anche Acoma, periodico di scienze umane. Notato per il suo lavoro, diventa dal 1982 al 1988, direttore de Le Courrier de l'UNESCO. Gli ultimi anni ha vissuto a New York dove, dal 1995, è stato Distinguished Professor in Letteratura Francese presso la City University of New York.  La sua influenza sulla politica martinicana resta forte, particolarmente negli ambienti indipendentisti o ecologisti. Nel gennaio 2006, Édouard Glissant si è visto affidare dall'ex presidente francese Jacques Chirac la presidenza di una missione per la creazione di un Centro nazionale consacrato alla tratta degli schiavi e allo schiavismo. È scomparso nel 2011 all'età di 82 anni.

## Il pensiero
Le sue riflessioni sull'identità antillese hanno ispirato una generazione di giovani scrittori, tra i quali spiccano per interesse Patrick Chamoiseau, Ernest Pépin, Audrey Pulvar o ancora Raphaël Confiant.
Questa antillanità si fonderebbe sulla nozione d'identità multipla, o d'identità rizoma, aperta sul mondo e sulla relazione fra le culture. Di fronte all'atteggiamento binario dei discorsi della Negritudine (di cui sono esempi Aimé Césaire in Martinica, Léon Gontran Damas in Guyana e Guy Tirolien In Guadalupa) e dell'assimilazione, Glissant propone una terza via possibile.
Scrittore militante, egli cerca di definire un approccio poetico e identitario per la sopravvivenza dei popoli coinvolti nel processo di globalizzazione, tutto ciò grazie al concetto di mondialità.

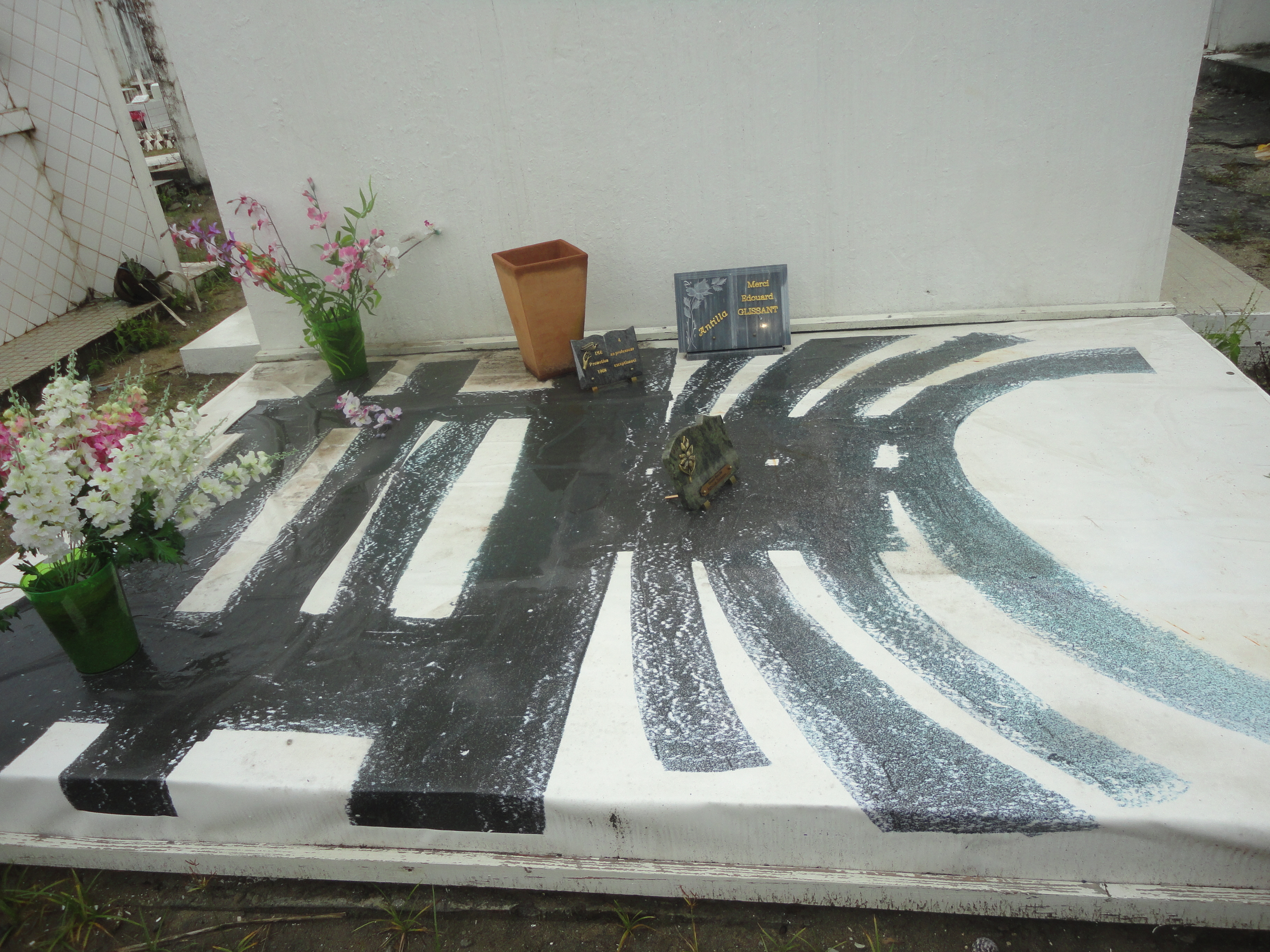
Tomba di Édouard Glissant

## Opere

### Saggi
- Soleil de la conscience, Parigi, Gallimard, 1956.
- Le Discours antillais, Parigi, Gallimard, 1981.
- Poétique de la Relation (Poétique III), Parigi, Gallimard, 1990.
- Discours de Glendon. Suivi d'une bibliographie des écrits d'Edouard Glissant établie par Alain Baudot, Toronto, du GREF, 1990.
- Introduction à une poétique du divers, Parigi, Gallimard, 1996.
- Faulkner, Mississippi, Parigi, Stock, 1996.
- Traité du Tout-Monde (Poétique IV), Parigi, Gallimard, 1997.
- La Cohée du Lamentin (Poétique V), Parigi, Gallimard, 2005.
- Une nouvelle région du monde (Esthétique I), Parigi, Gallimard, 2006.
- Mémoires des esclavages, avec un avant-propos de Dominique de Villepin, Parigi, Gallimard, 2007.
- Quand les murs tombent. L'identité nationale hors-la-loi?, avec Patrick Chamoiseau, Parigi, Galaade, 2007.
- La terre magnétique: les errances de Rapa Nui, l'Île de Pâques, avec Sylvie Séma, Parigi, Seuil, 2007.
- L'intraitable beauté du monde. Adresse à Barack Obama, avec Patrick Chamoiseau, Parigi, Galaade, 2009.
- Philosophie de la relation. Poésie en étendue, Parigi, Gallimard, 2009.

#### Saggi tradotti in italiano
- Poetica del diverso, Meltemi Editore, Roma, 1998, ISBN 8883533186 (ristampa 2004), (Cerca su Google Books  )
- Poetica della relazione, Macerata, Quodlibet, 2005
- Il pensiero del tremore, Libri Scheiwiller, Milano, 2008

### Raccolte di poesie
- La Terre inquiète, Lithographies de Wilfredo Lam, Parigi, Éditions du Dragon, 1955.
- Le Sel Noir, Parigi, Seuil, 1960.
- Les Indes, Un Champ d'îles, La Terre inquète, Parigi, Seuil, 1965.
- L'Intention poétique (1969), (Poétique II); Nuova edizione, Parigi, Gallimard, 1997.
- Boises; histoire naturelle d'une aridité, Fort-de-France, Acoma, 1979.
- Le Sel noir; Le Sang rivé, Parigi, Gallimard, 1983.
- Pays rêvé, pays réel, Parigi, Seuil, 1985.
- Fastes Toronto, GREF, 1991.
- Poèmes complets. (Le Sang rivé; Un Champ d'îles; La Terre inquiète; Les Indes; Le Sel noir; Boises; Pays rêvé, pays réel; Fastes; Les Grands chaos), Parigi, Gallimard, 1994.
- Le Monde incréé: Conte de ce que fut la Tragédie d'Askia; Parabole d'un Moulin de Martinique; La Folie Célat, Parigi, Gallimard, 2000.

Raccolte di poesie tradotte in italiano
- Le Indie, a cura di Andrea Gazzoni, Edizioni Ensemble, Roma, 2020.

### Romanzi
- La Lézarde, Parigi, Gallimard, 1958, Milano, Jaca Book, 2013
- Le Quatrième Siècle, Parigi, Gallimard, 1964.
- Malemort, Parigi, Gallimard, 1975.
- La Case du commandeur, Parigi, Gallimard, 1981.
- Mahagony, Parigi, Gallimard, 1987.
- Tout-monde, Parigi, Gallimard, 1993.
- Sartorius. le roman des Batoutos, Parigi, Gallimard, 1999.
- Ormerod, Parigi, Gallimard, 2003.

#### Romanzi tradotti in italiano
- Il quarto secolo, Roma, Edizioni Lavoro, 2003
- Tutto-mondo, Roma, Edizioni Lavoro, 2009.

### Teatro
- Monsieur Toussaint, Parigi, Gallimard, 1961.

## Premi
- 1958 – Prix Théophraste Renaudot, per La Lézarde.
- 1965 – Prix Charles Veillon (Premio per il migliore romanzo in lingua francese), per Le Quatrième Siècle.
- 1989 – Dottore Honoris Causa, York University (Toronto).
- 1989 – Puterbaugh Foundation Biennial Prize, per l'insieme della sua opera.
- 1991 – Premio Roger Caillois di poesia, per Poétique de la relation.
- 1993 – Dottore Honoris Causa, West Indies University (Trinidad).
- 1998 – Premio di poesia di Mont Saint-Michel.
- 2004 – Laurea ad Honorem dell'Università di Bologna in Lingue e Letterature straniere (Italia).
- Membro dell'Ordine dei Francofoni d'America (Québec) dal 1986.
- Presidente onorario del Parlamento Internazionale degli Scrittori dal 1993.